# Vegetoterapia caracteroanalítica
Vegetoterapia caracteroanalítica ou neurovegetoterapia é uma técnica de psicoterapia criada por Wilhelm Reich. É a primeira das psicoterapias corporais.